# Wishbone Ash live on XM Satellite Radio
Wishbone Ash Live on XM Satellite Radio is een livealbum van Wishbone Ash. Ash is op tournee in de Verenigde Staten als haar wordt gevraagd live te spelen voor het station XM Satellite Radio te Washington D.C., dat net begonnen was. Wishbone Ash stemt toe, ondanks dat ze pas viermaal gespeeld hebben met hun nieuwe gitarist Muddy Manninen. De muziek is direct opgenomen en dus niet perfect afgewerkt, vergelijkbaar met een concertopname. Er waren toeschouwers bij de opname maar die zijn niet hoorbaar op het album.

## Musici
- Andy Powell – gitaar, zang
- Muddy Manninen – gitaar, zang
- Bob Skeat – basgitaar, zang
- Ray Weston – slagwerk

## Muziek
| Nr. | Titel                                      | Duur |
| --- | ------------------------------------------ | ---- |
| 1.  | King (volledige titel: The king will come) |      |
| 2.  | Warrior                                    |      |
| 3.  | Throw down the sword                       |      |
| 4.  | Faith, hope and love                       |      |
| 5.  | F.U.B.B.                                   |      |
| 6.  | Almighty blues                             |      |
| 7.  | Living proof                               |      |
| 8.  | Blowin’ free                               |      |
| 9.  | Ballad of the Beacon                       |      |